# L'Europa dopo la pioggia II
L'Europa dopo la pioggia II (L'Europe après la pluie II) è un dipinto (55 × 128 cm, olio su tela) del pittore tedesco Max Ernst, realizzato fra il 1940 e il 1942, ed attualmente esposto al Wadsworth Atheneum di Hartford, nel Connecticut. Viene considerato fra i dipinti più rappresentativi dell'artista.

## Storia
A partire dal 1939 fino al 1953, Ernst realizzò dipinti che presentano soggetti "metamorfici" a dire di molti inquietanti. Questa nuova fase pittorica rifletteva, infatti, l'angoscia del pittore per l'inizio del Conflitto mondiale, che lo aveva inoltre costretto a fuggire dalla Francia dominata dai nazisti per rifugiarsi negli Stati Uniti. Iniziata nel 1940, L'Europa dopo la pioggia II venne spedita per posta al Museum of Modern Art e terminata oltreoceano.

## Descrizione
L'Europa dopo la pioggia II raffigura il lungo scorcio di un paesaggio desolato immaginario. L'ambiente, caratterizzato da un cielo azzurro e da alcune guglie scoscese sullo sfondo, è completamente costituito da un insieme di elementi ibridi e deformi (soggetti organici indefiniti, figure vorticose, vegetali, ecc.) divenuti un tutt'uno omogeneo pietrificato. Osservando il dipinto si ha, infatti, l'impressione che non vi sia vita.
L'opera è suddivisa orizzontalmente in tre parti non uguali che vanno lette da destra verso sinistra. La sezione a destra, che è la più informe e caotica, presenta una struttura, forse un tempio, nel quale sono inglobate numerosissime figure, inclusi un nudo femminile rinchiuso fra alcune colonne ed un toro quasi completamente decomposto.
Al centro è raffigurata un'altra figura femminile, eretta e voltata di schiena, situata fra un pilastro scuro ed un uomo con la testa di uccello. Quest'ultimo, certamente una delle figure più emblematiche dell'intero dipinto, è il solo soggetto che non sembra completamente inglobato al paesaggio, come sottolineano le sue gambe libere. Le due figure sono voltate verso il lato sinistro, ovvero il più arido del dipinto, che è dominato da conformazioni rocciose.
L'opera è dominata dai colori caldi (arancione, giallo, marrone ecc.) che fanno contrasto al cielo luminoso e azzurro.

## Stile
Le "deformità" del dipinto sono state rese possibili con la decalcomania, una tecnica che consiste nell'applicare un materiale (ad esempio carta o vetro) sulla pittura ancora fresca e rimuoverlo al fine di distorcere i soggetti precedentemente dipinti. Questa tecnica venne "scoperta" da Ernst grazie Óscar Domínguez, un altro pittore surrealista.

## Significati dell'opera e ispirazione
Sebbene l'opera sia di difficile interpretazione, sono tutti concordi sul fatto che essa raffiguri quel che rimane di un paesaggio devastato dalla Seconda guerra mondiale. L'uccello antropomorfo, che sembra essere l'unico soggetto sopravvissuto al disastro circostante, è considerato la personificazione della Guerra stessa, mentre al suo fianco vi sarebbe il simbolo di un'"Europa colta", ovvero la figura femminile pietrificata al suo fianco. L'uomo-uccello è, secondo altri, lo stesso Ernst che "sfugge da noi e dalla volta che è collassata ed ha bruciato il toro dell'Europa (la carcassa animale al centro)." Alcuni riconducono quel personaggio a Loplop, una creatura immaginaria inventata da Ernst ed apparsa in alcuni suoi dipinti.
Il pilastro centrale di colore scuro è considerato la bomba che ha generato la catastrofe circostante, ed è finalizzato, di conseguenza, a criticare l'uso della tecnologia per fini di distruzione.
L'animale decomposto al centro, il tempio a destra e il busto femminile incastonato fra le sue colonne, potrebbero alludere al mito greco di Europa, che venne rapita da Zeus trasformatosi in toro.
Il titolo del dipinto è un probabile riferimento al Diluvio universale biblico.